# Košarkaški klub Superfund Basket Plus Beograd
Il Košarkaški klub Superfund Basket Plus Beograd è stata una società cestistica avente sede nella città di Belgrado, in Serbia.
Fondata nel 2002, disputava il campionato serbo.